# Elisabeth von Gerber
Aase Elisabeth von Gerber, född 17 juni 1952 i Bromma, är en svensk skådespelare.

## Filmografi
- 1984 – Isas fläta
- 1986 – Seppan
- 1989 – Mördaren – eller renhetens demoni
- 1993 – En lördag...
- 1993 – Macklean (TV-serie)
- 1994 – Lust
- 1995 – Hem, ljuva hem
- 1996 – Tre Kronor (TV-serie)
- 1997 – Emma åklagare (TV-serie)
- 1997 – Skilda världar (TV-serie)
- 1997 – Under ytan
- 1999 – Ett litet rött paket (TV-serie)
- 2000 – Eldsjälen
- 2000 – Sjätte dagen (TV-serie)
- 2002 – Spung (TV-serie)
- 2007 – Darling
- 2008 – Höök (TV-serie)